# Reguła odrywania
Reguła odrywania – oparta na prawie rachunku zdań modus ponens reguła przekształcania jednych formuł zdaniowych w inne formuły zdaniowe przyjmowana na gruncie rachunku zdań. W pierwotnej formie sformułowana w logice stoików. Część autorów termin „reguła odrywania” rozumie szerzej, mianowicie regułę odrywania dla równoważności o analogicznej do reguły odrywania (dla implikacji) postaci.
Reguła głosi, że jeżeli tezami systemu są wyrażenie o postaci {\displaystyle \alpha \Rightarrow \beta } i wyrażenie {\displaystyle \alpha ,} to do systemu wolno dołączyć wyrażenie {\displaystyle \beta }. Schemat reguły zapisuje się następująco:
{\displaystyle {\frac {(\alpha \Rightarrow \beta ),\alpha }{\beta }}}

## Definicja
Niech {\displaystyle {\mathcal {L}}=\langle P,{\mathfrak {F}},\varsigma \rangle } będzie językiem zdaniowym i niech
{\displaystyle {\mathfrak {f}}\in {\mathfrak {F}}} będzie spójnikiem dwuargumentowym, tj. {\displaystyle \varsigma ({\mathfrak {f}})=2.}
Regułą odrywania dla spójnika {\displaystyle {\mathfrak {f}}} nazywamy regułę wnioskowania:
{\displaystyle {\frac {\alpha ,\;{\mathfrak {f}}\alpha \beta }{\beta }},}
gdzie {\displaystyle \alpha ,\beta \in \operatorname {Frm} ({\mathcal {L}})}